# Garns församling
Garns församling var en församling i Svenska kyrkan i nuvarande Stockholms stift. Församlingen uppgick 1838 i Össeby-Garns församling.

## Administrativ historik
Församlingen har medeltida ursprung.
Församlingen var till 1838 i pastorat med Össeby församling, som annexförsamling till 1500-talet därefter som moderförsamling. Församlingen uppgick 1838 i Össeby-Garns församling.

## Kyrkobyggnader
- Garns gamla kyrka